# Andrianopil, Perevalsk
Andrianopil (în ucraineană Андріанопіль) este localitatea de reședință a comunei Andrianopil din raionul Perevalsk, regiunea Luhansk, Ucraina.

## Demografie
Componența lingvistică a localității Andrianopil
     Ucraineană (84,3%)
     Rusă (15,25%)
     Alte limbi (0,22%)
Conform recensământului din 2001, majoritatea populației localității Andrianopil era vorbitoare de ucraineană (84,3%), existând în minoritate și vorbitori de rusă (15,25%).